# Галигузова, Александра Васильевна
Александра Васильевна Галигузова (1913, Павло-Антоновка, Бузулукский уезд, Самарская губерния — 2005, Павло-Антоновка, Тоцкий район, Оренбургская область) — советская трактористка, Герой Социалистического Труда (1960).

## Биография
Родилась в 1913 году в селе Павло-Антоновка (сейчас — Тоцкий район Оренбургской области) в бедной крестьянской семье. Окончила курсы ликбеза. Трудовую деятельность начала в колхозе имени С. М. Буденного в возрасте тринадцать лет, кропотливо изучая технические характеристики трактора, постоянно совершенствуя свое мастерство. В результате добросовестной работы добивалась высоких показателей в труде.
В 1937 году была отмечена как лучшая трактористка Тоцкого района, позже — как лучшая трактористка области. В 1939 году получила должность бригадира тракторной бригады Тоцкой машинно-тракторной станции (МТС), работала в этой должности всю Великую Отечественную войну. С началом войны обратилась к женщинам области с призывом осваивать работу на тракторе. В колхозах и совхозах области были созданы женские тракторные бригады, между которыми проходили соревнования. Бригада Галигузовой получила Почётную грамоту ЦК ВЛКСМ.
За 32 года работы подготовила более 200 трактористов. Член Коммунистической партии с 1942 года.
7 марта 1960 года ей присвоено Звание Героя Социалистического Труда с формулировкой «За выдающиеся достижения в труде и общественную деятельность» и вручением ордена Ленина и медали «Серп и Молот».
13 августа 2004 года получила звание почётного гражданина Тоцкого района. Вышла на пенсию во второй половине 1960-х годов. Избиралась в обком КПСС и депутатом местного Совета.
6 августа 2016 года на основании постановления главы муниципального образования Тоцкий сельсовет Тоцкого района Оренбургской области от 26.07.2016 г. № 345-п на стенде «Люди живы — пока их помнят» установлена мемориальная доска памяти бригадира тракторно-полеводческой бригады Галигузовой А. В.

## Награды
- Медаль «За доблестный труд в Великой Отечественной войне 1941—1945 гг.»
- Юбилейная медаль «В ознаменование 100-летия со дня рождения В. И. Ленина»
- Медаль «Ветеран труда»
- Медаль «30 лет победы в Великой Отечественной войне 1941—1945 гг.»